# سکورنوو
سکورنوو (به لاتین: Skvrňov) یک منطقهٔ مسکونی در جمهوری چک است که در ناحیه کولین واقع شده‌است.